# Musée d'art moderne de Paris
Musée d'art moderne de Paris glavni je pariški muzej posvećen modernoj i suvremenoj umjetnosti 20. i 21. stoljeća, uključujući monumentalne murale Raoul Dufy, Gaston Suisse i Henri Matisse.
Smješten u istočnom krilu Palais de Tokyo i izgrađen za Međunarodnu izložbu umjetnosti i tehnologije 1937., muzej je otvoren 1961. godine.
Muzej je ponovno otvoren u listopadu 2019., nakon preuređenja vrijednog 10 milijuna eura kojeg je izveo h2o architects.

## Vanjske poveznice
- Službena web stranica (engl.) (fr.)